# Cooperativa de turismo
Una cooperativa de turismo es un tipo de cooperativa cuyo objeto social es el de promover, desarrollar, organizar y ofrecer servicios y consultoría  sobre turismo a Instituciones Estatales o Privadas, a potenciales turistas y además a sus propios asociados; garantizando siempre el equilibrio ecológico y el desarrollo sustentable.
Ejemplo de Cooperativa de Turismo en Argentina es la Cooperativa Internacional de Turismo para el Desarrollo Sustentable Limitada C.I.T.DE.S. Ltda.